# Berenguer de Palou
Pour les articles homonymes, voir Berenguer de Palou (homonymie).
Berenguer de Palou est un troubadour du XIIe siècle sans doute originaire d'Elne (Roussillon). Il est le premier troubadour catalan connu.

## Variantes du nom
Berenguer de Palou est aussi connu sous les noms de Berenguer de Palò, de Palol, de Palazol, Berenguier de Palazol ou Berenguièr de Panazòl.

## Biographie
Berenguer de Palou serait originaire du lieu-dit de Palol, situé dans les environs d'Elne.